# Robinsonella erasmi-sosae
Robinsonella erasmi-sosae là một loài thực vật có hoa trong họ Cẩm quỳ. Loài này được C. Nelson miêu tả khoa học đầu tiên năm 1982.